# 225
Cette page concerne l'année 225  du calendrier julien. Pour l'année 225 av. J.-C., voir 225 av. J.-C. Pour le nombre 225, voir 225 (nombre).
L'année 225 est une année commune qui commence un samedi.

## Événements
- En Inde, la dynastie Iksvâku succède aux Satavahana à Nagarjunakonda (vers 225-340)[1]. Nagarjunakonda devient un centre actif du bouddhisme. L’art (sculpture), rattaché à la phase finale d’Amaravati, s’y développe dans un climat de grande liberté spirituelle, les souverains Iksvâku étant hindous et leurs épouses bouddhistes.
- Le sanhédrin s’installe à Tibériade, capitale du district de Galilée, sous la conduite de Yohanan bar Nappaha, petit-fils de Rabbi Judah le Prince, mort huit ans plus tôt[2].

## Naissances en 225
- 20 janvier : Gordien III, empereur romain[3].

## Décès en 225
- Xiahou Shang, militaire chinois du Royaume de Wei.